# Farallón de Pájaros
Farallón de Pájaros, antiguamente conocida como Urracas, es la isla más septentrional del estado libre asociado de Islas Marianas del Norte (Estados Unidos).
Su superficie es de 2,55 km² y su altura máxima es de 360 metros sobre el nivel del mar. Tiene un diámetro de 1,9 kilómetros, y es una isla volcánica, habiendo tenido varias erupciones. Las islas más cercanas son las de Saipán y Tinian.
- Datos: Q1384924
- Multimedia: Farallon de Pajaros / Q1384924